# Dossouye
Dossouye é um romance de espada e feitiçaria do escritor norte-americano Charles R. Saunders e publicado de forma independente em 2008 pela Sword & Soul Media através da editora online Lulu.
Dossouye é um romance criado a partir dos contos "Agbewe's Sword", "Gimmile's Songs", "Shiminege’s Mask", "Marwe’s Forest" e "Obenga’s Drum", sendo este último, publicado pela primeira vez no livro. Dossouye é uma mulher guerreira inspirada pelas guerreiras da vida real do Ahosi do Reino de Daomé da África Ocidental. Suas primeiras histórias apareceram em "Amazons!" de Jessica Amanda Salmonson!  e "Sword and Sorceress", de Marion Zimmer Bradley, duas antologias destinadas a aumentar o número e o reconhecimento de heroínas nas histórias de espadas e feitiçaria. Agbewe's Sword foi adaptada pelo próprio Saunders no roteiro do filme Amazons (1986).
Em 2012, Saunders publicou uma sequência Dossouye: The Dancers of Mulukau.

## Sinopse
Órfão em tenra idade, Dossouye torna-se uma soldado no exército das mulheres do reino de Abomey. Em uma guerra contra o reino rival de Abanti, Dossouye salva seu povo da certa destruição; mas uma reviravolta cruel do destino a leva a ir para o exílio.
Montada em seu poderoso touro de guerra, Gbo, Dossouye entra na vasta floresta tropical além das fronteiras de sua terra natal, buscando um lugar para chamar de seu.
A floresta é onde Dossouye irá encontrar um novo propósito na vida ... ou achar sua vida interrompida pelas muitas ameaças que ela encontra.

## Cenário
Uma África alternativa como continente que não tem nome em todo o romance.